# 小川町柴原
小川町柴原（おがわまち しばはら）は、福島県いわき市の大字である。郵便番号は979-3111。

## 地理
いわき市北部の小川地区に属する。北東で四倉町八茎、東で四倉町上岡、南で四倉町駒込、小川町上平、西で小川町上小川とそれぞれ隣接する。概ね町村制施行以前の磐城郡柴原村の流れを汲む地域である。二級水系夏井川左岸支流の荒神川流域を主な範囲とする。主に南部の川沿いの谷あいの平地に水田、住宅地が広がり、その他大部分を山林が占める。内郷御厩町内に所在するいわき中央警察署及び小川町上小川に所在する平消防署小川分遣所がそれぞれ管轄にあたる。

### 主な字
字
- 宮沢
- 茶畠
- 宮ノ前
- 宮脇
- 一ツ橋
- 金堀

- 大社
- 水貫
- 中ノ沢
- 館下
- 岩下
- 入ノ内

- 永久保
- 後沢
- 桐ケ岡
- 二ツ森
- 落下
- 粟畠

- 萱苅平
- 五平久保
- 谷下

### 山岳
- 二ッ箭山

### 河川
二級水系夏井川水系
- 荒神川
  - 永久保川

## 歴史
- 1879年1月27日 - 幕府領柴原村が福島県内における郡区町村制の施行により磐城郡の村となる[4]。
- 1889年4月1日 - 町村制の施行により柴原村が上平村、関場村、下小川村と合併し、下小川村が発足する。旧柴原村域は下小川村の大字となる。[4]。
- 1896年4月1日 - 磐城郡と周辺郡との合併により石城郡が発足し、石城郡下小川村となる[4]。
- 1955年2月11日 - 下小川村が上小川村、赤井村大字西小川、三島、高萩、塩田と合併し小川町が発足し、小川町の大字となる[4]。
- 1966年10月1日 - 小川町が平市・磐城市・常磐市・勿来市・内郷市、石城郡遠野町・四倉町・川前村・田人村・好間村・三和村、双葉郡久之浜町・大久村と合併しいわき市となり、いわき市小川地区の大字となる[4]。

## 世帯数と人口
2023年10月31日現在の世帯数と人口は以下の通りである。
| 大字       | 世帯数  | 人口  |
| ---------- | ------- | ----- |
| 小川町柴原 | 292世帯 | 762人 |

## 小・中学校の学区
市立小・中学校に通う場合、学区は以下の通りとなる。
| 番地 | 小学校               | 中学校               |
| ---- | -------------------- | -------------------- |
| 全域 | いわき市立小川小学校 | いわき市立小川中学校 |

## 交通

### 道路
- 一級市道上平駒込線

## 施設
- 柴原公民館
- 小川市民運動場
- 遍照寺
- 大山祇神社